# Municipio de Windsor (condado de York)
El municipio de Windsor (en inglés: Windsor Township) es un municipio ubicado en el condado de York en el estado estadounidense de Pensilvania. En el año 2000 tenía una población de 12,807 habitantes y una densidad poblacional de 181,7 personas por km².

## Geografía
El municipio de Windsor se encuentra ubicado en las coordenadas 39°52′00″N 76°34′59″O / 39.86667, -76.58306.

## Demografía
Según la Oficina del Censo en 2000 los ingresos medios por hogar en la localidad eran de $49,706 y los ingresos medios por familia eran $53,271. Los hombres tenían unos ingresos medios de $36,691 frente a los $24,980 para las mujeres. La renta per cápita para la localidad era de $21,551. Alrededor del 3,4% de la población estaban por debajo del umbral de pobreza.